# Phengaris lampra
Phengaris lampra är en fjärilsart som beskrevs av Johannes Karl Max Röber 1926. Phengaris lampra ingår i släktet Phengaris och familjen juvelvingar. Inga underarter finns listade i Catalogue of Life.

## Bildgalleri

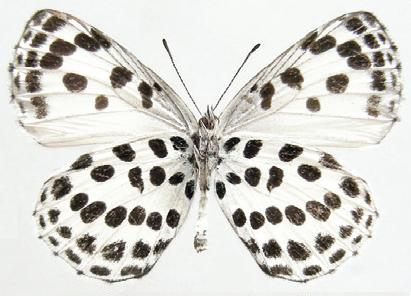
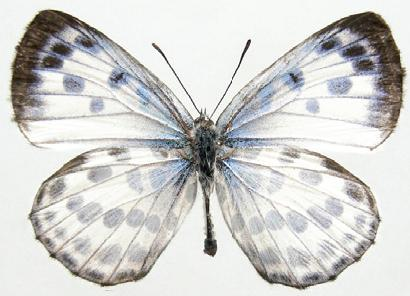
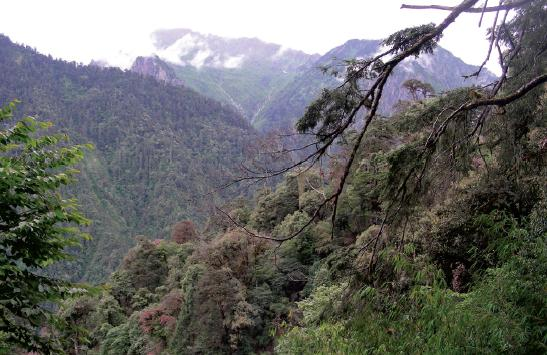